# Mètode chakravala

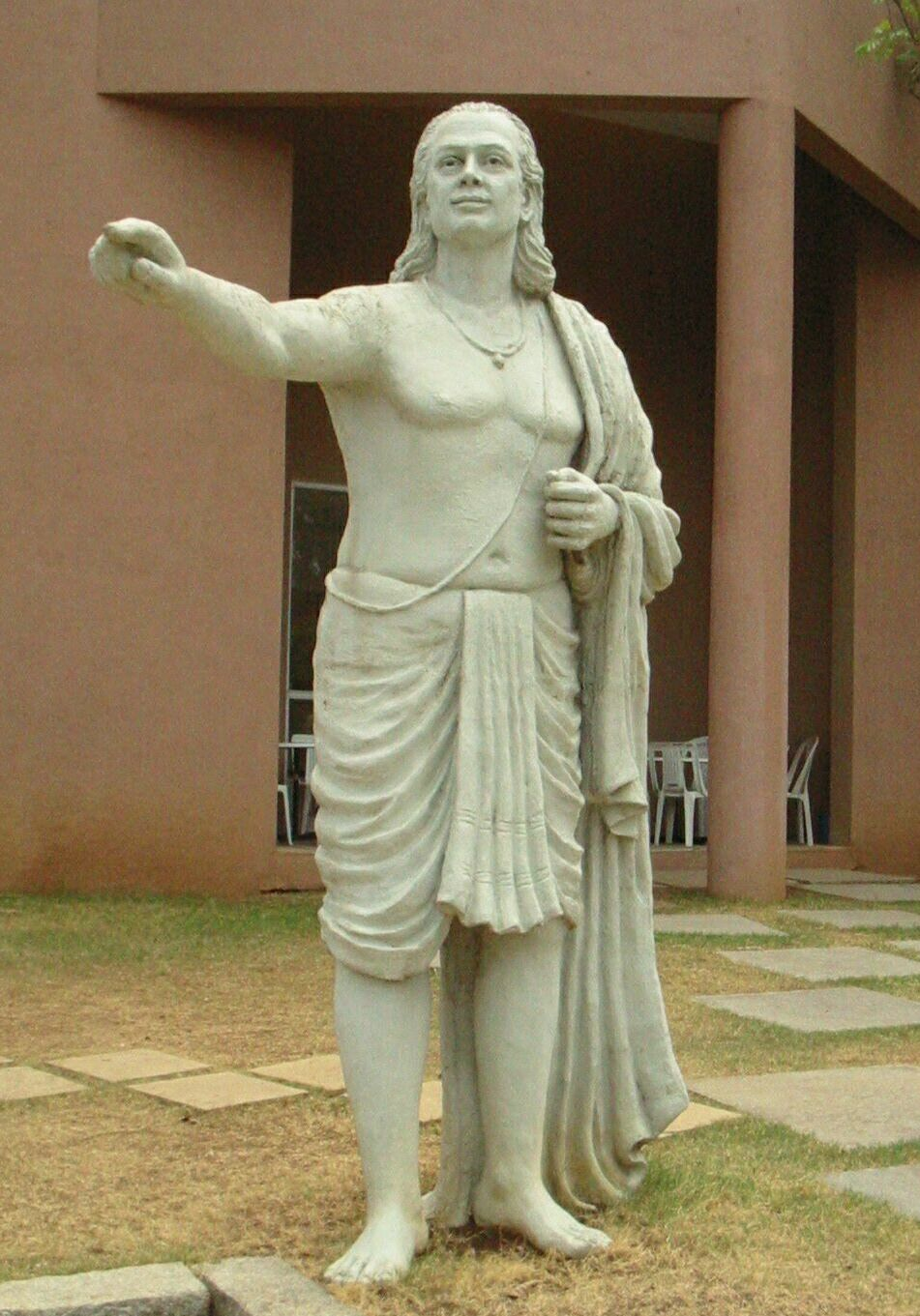
Aryabhata es va interessar en l'aritmètica. Estableix els fonaments del mètode chakravala.

En matemàtiques i més precisament en aritmètica, el mètode chakravala és un algorisme per resoldre les equacions diofàntiques equivalents a les de Pell-Fermat. Una equació diofàntica és una equació amb coeficients en els nombres enters i les solucions que es busquessin són enteres. L'equació tractada és equivalent a: 
Aquest mètode es va desenvolupar a l'Índia i les seves arrels es poden resseguir fins al segle v. Iniciat per Aryabhata, es desenvolupa més endavant per Brahmagupta i Bhaskara II.

Selenius, en la seva avaluació del mètode chakravala, diu: 
| « | El mètode representa un algorisme de màxima aproximació de longitud mínima que, basant-se en diverses propietats de minimització, amb un esforç mínim i evitant els grans nombres produeix automàticament les millors solucions de l'equació. El mètode chakravala va anticipar els mètodes europeus en més d'un miler d'anys. Però cap desenvolupament europeu en tot el camp de l'àlgebra molt més tard després Bhaskara, no va igualar la complexitat meravellosa i enginyosa de chakravala . | » |

En efecte cal esperar fins al Segle XVII perquè Europa descobreixi de manera independent els resultats dels treballs dels matemàtics indis.

## Objectiu
Una forma de l'equació de Pell-Fermat s'expressa de la manera següent: 
Aquí n designa un enter estrictament més gran que 1 i sense factor quadrat, el que significa que l'únic quadrat perfecte que divideix n és igual a u. L'equació és diofàntica la qual cosa significa que les parelles (x0, y0) cercats són parelles de nombres enters.
Totes les solucions s'expressen a partir de la parella solució formada per dos enters mínims en valor absolut en el conjunt de les solucions. El mètode chakravala permet obtenir una parella d'aquesta naturalesa.
La igualtat següent és un exemple de solució, era coneguda pels indis des d'abans de la nostra era:

## Història

### Matemàtiques índies
Els matemàtics indis s'interessen molt aviat per l'aritmètica. Aryabhata, un matemàtic del Segle VI estableix les bases de l'aritmètica índia. Desenvolupa un sistema de numeració demostrant que coneixia probablement la notació posicional així com l'existència del zero Treballa sobre les equacions diofàntiques i per resoldre la identitat de Bézout, posa a punt un algorisme equivalent al d'Euclides que anomena kuṭṭaka (कूटटक) i que significa polvoritzador, ja que trenca els nombres en enters més petits. Treballa també sobre les fraccions contínues.
El matemàtic indi Brahmagupta (598 - 668) sembla el primer a analitzar en profunditat aquesta qüestió. Comprèn com, a partir de dues solucions, és possible construir-ne una de nova. Reiterant, obté així un nombre de solucions diferents tan elevat com es vulgui. Aquest mètode s'anomena samasa pels matemàtics indis Brahmagupta en dedueix tres algorismes. El primer li permet de trobar una solució si disposa d'una parella d'enters (x0,y0) la imatge del qual per l'equació és -1. En troba un segon tractant el cas on la imatge és 2 en valor absolut. En troba una tercera que dona el mateix resultat si la imatge és igual a +/- 4. Una primera versió del mètode chakravala veu la llum. Comença per un tempteig fins a trobar una parella que té per imatge 1, 2 o 4 en valor absolut, continua per un dels tres algorismes. Brahmagupta el fa servir el 628 per resoldre l'equació següent:
Aquest enfocament és insuficient per tractar els casos complexos, pot ser difícil trobar per tempteig una parella que doni un dels sis valors que permeten concloure. Al {Segle XII Bhskara II innova i proposa la forma definitiva del mètode chakravala. Correspon a la unió d'un algorisme cíclic, és a dir donanda una successió periòdica de parelles que contingui necessàriament una solució. L'algorisme cíclic és equivalent al de les fraccions contínues. El mètode chakravala acaba amb els càlculs de Brahmagupta si apareix un dels valors +/- 2 i +/- 4. Bhskara II el fa servir per trobar una solució mínima a l'equació següent ja trobada per Brahmagupta: 
La parella solució que troba és: 
És poc probable que Bhskara II hagi demostrat el fet que l'algorisme ofereix sempre una solució, és a dir per a qualsevol valor de n. Hi ha dues raons que ho fan pensar, primer de tot la demostració, llarga i tècnica, demana una sofisticació de lluny superior a les matemàtiques del Segle XII, a més si hagués trobat la demostració hauria tingut clar que el pas pel mètode de Brahmagupta no és necessari, encara que accelera la convergència de l'algorisme.
Més tard els matemàtics indis tracten nous exemples. Al Segle XIV un matemàtic de nom de Narayana estudia el cas on n és igual a 103 en els seus comentaris sobre el llibre Bijaganita' de Bhskara II.

### Europa
Pierre de Fermat (1601 - 1665) llança el 3 de gener 1658 un desafiament als matemàtics europeus. Conté la cerca d'una solució al problema indi amb per a valor de n 61, ja tractat per Brahmagupta i Bhskara II. En aquesta època Europa no té coneixement dels resultats dels seus predecessors. A parti del repte, la reacció anglesa és ràpida, William Brouncker troba un algorisme equivalent al de Bhskara II, Bernard Frenicle de Bessy proposa una taula que conté totes les solucions per als valors de n inferiors a 150, que finalment es va perdre John Wallis descobreix els resultats de Brahmagupta i els demostra rigorosament. Frenicle de Bessy desafia Brouncker amb el valor n igual a 313, rep en resposta no només la solució sinó l'afirmació que el seu autor no ha necessitat més d'una hora o dues per a trobar-la.
Les dues qüestions teòriques subjacents, és a dir si per a tot valor de n estrictament positiu i sense factor quadrat existeix una solució i si la solució trobada genera totes les altres es resolen finalment per Joseph Louis Lagrange el 1767.

## Aportacions de Brahmagupta

### Conceptes previs
Els mètodes proposats aquí fan servir la potència del formalisme actual. Si bé el contingut matemàtic és anàleg al de Brahmagupta, les tècniques d'exposició així com les demostracions no reflecteixen el pensament del matemàtic indi.
Les notacions següents es fan servir en tota la resta de l'article. Es considera l'equació diofàntica següent, on n és un enter més gran que 1 i sense factor quadrat: 
Sigui A l'anell dels nombres irracionals de la forma a + √n.b, on a i b designen dos nombres enters. Siguin N l'aplicació que al nombre a + √n. b li associa a2 - n.b2 i φ l'aplicació que a a + √n. b li associa φ(a + √n. b) = a - √n.b.
La funció N correspon a la norma de A en el sentit de la teoria de nombres algebraics. Posseeix una propietat força útil. Un nombre α de A igual a a + √n. b correspon a una solució (a , b) de l'equació (1) si i només si N(α) és igual a 1. Així, l'equació (1) també es pot escriure N(ξ) = 1. Per aquesta raó α si és un element de A que verifica N(α) = 1, es diu que és arrel de l'equació (1).
La funció φ també té altres propietats útils. És un automorfisme de A: 
L'aplicació φ és involutiva és a dir que si es compon dues vegades successives amb ella mateixa, és igual a la identitat o, cosa que és equivalent, és igual a la seva aplicació inversa: 
Finalment, l'aplicació φ ofereix una expressió de la norma: 
Si es nota α = a + √n. b , prové del càlcul següent: 

### Samasa
La primera propietat que es fa servir és la següent: 
- Siguin α i β dos elements de A, llavors: 

Si α = a1 + √n.a₂ i β = b1 + √n.b₂ aquesta igualtat s'escriu: 
Aquesta igualtat és coneguda amb el nom d'Identitat de Brahmagupta que els indis en deien Samasa. Per convèncer-se de la seva exactitud, n'hi ha prou amb expressar N en funció de l'automorfisme φ: 
Un cas particular correspon a aquell on β és un enter k , la igualtat pren la forma següent: 
- Sigui α un element de A i k un enter, llavors: 

### Conseqüències
- Sigui α un element de A tal que N(α) = 1, llavors α -1 és un element de A i verifica N(α -1) = 1 i α -1 = φ(α). 

En efecte, dir que N(φ) = 1, és dir que α.φ(α) = 1, el que demostra que φ(α) és l'invers de α i aplicant φ a la igualtat α.φ(α) = 1, s'obté substituint φ(α) per α -1: α -1.φ(α -1) = 1 
- Si l'equació (1) admet una solució diferent de +/- 1, llavors admet una infinitat de solucions diferents.

En efecte, si α és una solució, α -1 també n'és una, segons la proposició precedent i com que la norma d'un producte és igual al producte de les normes, es disposa de les igualtats següent: 
N'hi ha prou amb demostrar que les potències de α són totes diferents. Això prové del fet que si un nombre real x verifica x k = 1, on k és un enter diferent de 0, llavors x és igual a +/- 1. Sigui k i l dos enters tals que αk = αl llavors αk-l és igual a 1 i com que α és diferent d'1 i -1, k - l és igual a 0.
Comprendre com ho va fer Brahmagupta per resoldre l'equació (1) depèn de tres proposicions, simples de demostar: 
- Sigui α un element de A tal que N(α) = -1, α 2 és solució de (1).

N'hi ha prou amb fixar-se que la norma de α ² és el quadrat de la norma de α i és igual a 1.
- Sigui α un element de A tal que N(α) sigui igual a +/- 2 , llavors 1/2.α² és un element de A solució de (1).

En efecte, si α és igual a a + b .√n llavors un càlcul mostra que α² = a² + n.b² + 2ab.√n. Com que a2 + n.b2 = N(α) + 2.n.b2 i com que N(α) i 2ab són múltiples de 2, α² també n'és. El càlcul següent permet concloure: 
- Sigui α un element de A tal que N(α) sigui igual a +/- 4 i tal que 2 no divideix α, llavors 1/8.α3 és un element de A de norma igual a +/- 1 . 

En efecte, calculant α3: 
Fixant-se que N(α) = a 2 - n.b 2 = +/- 4, s'obté: 
Com que {\displaystyle \epsilon } és senar, n'hi ha prou amb demostrar que b és senar per provar que α3 és un múltiple de 8. Si b és parell, n.b 2 és un múltiple de quatre i com que N(α) = a 2 - n.b 2 també és un múltiple de quatre, a és parell. Ara bé per hipòtesi no és un múltiple de dos i a i b no poden ser parells de manera simultània. En conseqüència, b és senar i ε + nb2 així com 3ε + nb2 són parells si n és senar. Això demostra que α3 és un múltiple de 8 si n és senar.
Ara bé n és sempre senar. En efecte, si n és parell, com que N(α) és parell, a també ho és i a 2 és un múltiple de quatre, per tant com que n no té cap factor quadrat, n no és un múltiple de quatre, per tant b és parell i α és un múltiple de 2, ço que és contrari a la hipòtesi i finalitza la demostració.
Així el coneixement d'un element α de norma igual a +/- 4 permet trobar una solució. Si α és divisible per 2 en A, 1/2.α és un element de norma igual a +/- 1 i el seu quadrat és una solució. Si no, 1/8.α3 és un element de norma igual a +/- 1, un pas al quadrat permet també determinar una solució.

### Exemples

#### Exemple de Brahmagupta
Es tracta amb aquest mètode l'exemple de Brahmagupta següent: 
S'escull com a primer assaig α = 9 + √83. Observant que N(α) = -2- És assenyat calcular α²: 
Una proposició precedent mostra que 82 + √83.9 té per a norma 1 i (82, 9) és solució de l'equació, en efecte: 

#### Desafiament de Fermat
El desafiament de Fermat es resol de la mateixa manera: 
Brahmagupta opera de la manera següent, es fixa que si α = 39 + 5.√61 llavors N(α) és igual a -4. Ben evidentment el formalisme de Brahmagupta no té res a veure amb el que es fa servir aquí, fins i tot si els càlculs són els mateixos. Calcula 1/2.α²: 
Després calcula 1/8.α3 i la seva norma: 
La solució és per tant 1/64.α⁶, sigui: 
El mètode és remarcablement econòmic per a un algorisme tan antic.

## Aportació de Bhaskara II

### Inici de l'algorisme
Una dificultat del mètode de Brahmagupta resideix en el fet que no sempre és fàcil trobar un nombre α de A de norma en el conjunt dels nombres amb valor absolut igual a 1, 2 o 4. L'aportació de Bhaskara II descrita en el Siddhanta Siroman consisteix a enriquir el mètode d'un algorisme que acaba infal·liblement proveint una quasisolució d'aquesta naturalesa.
Bhaskara II construeix una successió recurrent (αn) d'elements de A de la següent manera:
El primer element α1 de la successió és de la forma a1 + √n. S'escull de tal manera que la norma de α1, igual a a1² - n, sigui la més petita possible en valor absolut.
Emprant j per subíndex dels elements de la successió. Es nota αj = aj + bj.√n. Es construeix un element βj = mj + √n. El nombre enter mj és tal que aj + mj.bj sigui un múltiple de la norma de αj i mj minimitza el valor absolut de la norma de βj. L'element αj + 1 es defineix de la manera següent: 

### Exemples

#### Desafiament de Fermat
S'escull altra vegada d igual a 61. El valor de a 1 és igual a 8 per minimitzar la norma de α1, en efecte: 
Per determinar el valor de α₂ cal calcular m 1. Es disposa de la igualtat següent: 
Com que α₂ és un element de A, 8 + m 1 és un múltiple de 3, per tant m 1 és de la forma 3. k + 1. Per minimitzar la norma de β1, cal escollir k igual a 2. Se'n dedueix que m 1 és igual a 7, el que dona: 
La successió del mètode és la de Brahmagupta. El mètode chakravala permet ara resoldre sense tempteig i amb un mínim de càlcul el desafiament de Fermat.

#### Exemple de Narayana
Aquest segon exemple també s'ha extret del Siddhanta Siroman de Bhaskara II, anotat per Narayana. Si d és igual a 103, el valor de a 1 és igual a 10 i: 
El càlcul de α₂ dona: 
Aquesta vegada aquí, m 1 és de la forma 3.k - 1. Per minimitzar la norma de β1, cal escollir m 1 igual a 11. S'obté: 
El càlcul de α₃ dona: 
Ara, m ₂ és de la forma 6.k - 5. Per minimitzar la norma de β₂, cal escollir m ₂ igual a 7. S'obté: 
El càlcul de α₄ dona: 
Aquesta vegada, m ₃ és de la forma 9.k + 2. Per minimitzar la norma de β₃, cal escollir m ₃ igual a 11. S'obté: 
El càlcul de Brahmagupta permet concloure, el valor buscat és igual a 1/2.α₄²: 

## Demostracions associades a l'aportació de Bhaskara II

### Lemes
Hi ha dos lemes que demostren l'existència de la successió utilitzada per Bhaskara II. Amb les notacions dels paràgrafs precedents i si kj designa el valor absolut de la norma de αj, es fan servir els següents elements: 
S'ha escollit mj de tal manera que: 
Els dos exemples precedents il·lustren el fet que αj.βj és un múltiple de kj. Aquesta propietat és l'objecte dels dos lemes següents:
- Amb les notacions precedents, si aj + bj.mj s'escull múltiple de kj i si aj, bj són primers entre ells llavors, αj.βj és un múltiple de kj . 

- Depenent de les hipòtesis del lema precedent i si la norma de β j s'escull mínima en valor absolut, aj+1, bj+1 són primers entre ells. 

Una vegada demostrats aquests lemes, s'observa que sempre és possible trobar un valor convenient per a m j. En efecte, com que a j i b j són primers entre ells, la identitat de Bézout mostra que existeix un enter c j tal que c j.b j - 1 sigui un múltiple de k j. Se'n dedueix que si x és un enter, x.k  j + c j.b j.a  j és un múltiple de k j, llavors sempre és possible escollir x de tal manera que el valor absolut de la norma de βj sigui mínim. Trobar c j significa resoldre la identitat de Bézout, el que els indis ja sabien fer amb l'algorisme d'Euclides.
Els lemes mostren que si m j s'escull segons el mètode del paràgraf precedent, αj.j és un múltiple de k j, αj+1 és un element de A i a j+1 i b j+1 són primers entre ells, el que permet reiterar el pas.

### Caràcter cíclic
Una vegada demostrat que la successió (αj) està ben definida, s'estudia el seu comportament. La successió és cíclica en un cert sentit. Més precisament, observant que la relació R definida per α R β si i només si existeix un element inversible ε de A tal que α = ε.β és una relació d'equivalència. Es nota cl(α) la classe d'equivalència per la relació R:
- La successió (cl(αj)) és cíclica. 

Aquesta propietat és la conseqüència de tres proposicions: 
- La successió α(j) està definida de manera unívoca i la successió (Nα(j)) és fitada.

La igualtat N (ε.β) = N (ε).N(β) = N(β) mostra que tots els elements d'una mateixa classe tenen igual norma. Llavors és possible parlar de la norma d'una classe d'equivalència, el que permet expressar la proposició següent: 
- No existeix més que un nombre finit de classes d'equivalència de norma inferior a un enter estrictament positiu.

Finalment: 
- Siguin i i j dos enters positius i ε un element de A inversible. Si αi = ε.αj llavors αi+1 = ε.αj+1.

Amb aquestes tres propietats, és senzill comprendre que la successió (cl (αj) és periòdica al final d'un cert rang. En efecte, la successió (N(αj)) és fitada, no pren aquests valors més que en un nombre finit de classes d'equivalència segons la proposició dos. Al final d'un cert rang, la successió té per a imatge una classe d'equivalència repetida. La tercera proposició mostra que llavors la successió és necessàriament periòdica.
Aquestes propietats només demostren que la periodicitat a partir d'un cert rang. El paràgraf següent demostra que aquest rang és igual a zero i la successió és periòdica des del subíndex zero.

### Estructura de la successió
El fet que la successió sigui periòdica no indica a priori que attibi a un punt de norma igual a u en valor absolut. Tanmateix aquest és sempre el cas:
- Existeix un valor j estrictament superior a zero i tal que la norma de αj és igual a 1 en valor absolut.

La successió (αk) forma una espècie de palíndrom, més precisament, si G designa el grup de les unitats: 
- Segons que el primer valor j estrictament positiu tal que αj tingui de norma igual a u en valor absolut sigui parell o senar, es produeix una de les dues configuracions següents:

i: 
Una conseqüència directa és que la successió (αk) conté una solució de l'equació de Pell per a m igual a 1: 
- Sigui j el valor més petit estrictament positiu tal que la norma de αj sigui igual a 1 en valor absolut, la norma de α2j és estrictament positiva i igual a 1.

## Fracció continua
La part recursiva del mètode chakravala és molt proper del de la fracció continua. Aquí, l'objectiu és d'aproximar l'arrel de n per una expressió òptima de la naturalesa següent: 

### Introducció amb un exemple
S'estudia el cas on n és igual a 19.
A l'ordre 0, l'objectiu és de trobar el valor f0 més proper possible de √19. S'obté la igualtat: 
Aquí, ωk designa el residu de la fracció continua, sovint anomenat quocient complet d'índex k . 
A l'ordre 1, es busca una aproximació √19 de la forma f0 + 1/f1 millor possible, s'obté: 
A l'ordre 2: 
A l'ordre 3: 
A l'ordre 4: 
El fet que ω₄ sigui igual a ω0 mostra que la successió (fk) és periòdica, aquests termes són: f0, f1, f₂, f₃, f₄, f1, f₂, f₃, f₄, f1 .... Una igualtat d'aquest tipus generalment es nota de la manera següent: 
Es determinen les fraccions parcials d'ordre k θk, habitualment anomenades residu d'índex k. 
El càlcul de la successió (αk) del mètode chakravala dona: 
En els dos casos es troben e les mateixes parelles (4,1), (13, 3), (61, 14) i (170, 39), el que no és obra de l'atzar. En els dos casos s'obté la solució següent: 
Observació: La convenció escollida aquí per definir la fracció és que cada reduïda d'índex k ha de ser tan a prop com sigui possible de l'arrel. La convenció d'una fracció continua és una mica diferent. No només cada residu d'índex k ha de ser tan a prop com sigui possible de l'arrel sinó que a més la successió (fk) no ha de prendre més que valors positius. La convenció de les fraccions contínues també es pot aplicar al mètode de chakravala, significa imposar a la successió de les normes dels (βk) que sigui estrictament negativa. Totes les demostracions s'apliquen igualment amb aquesta convenció. En canvi, la longitud del cicle pot ser més llarga, per exemple: 

### Enfocament teòric
Siguin (fk) i (θk) on k és un enter positiu, dues successions de les quals la primera és amb valors en Z i la segona en A. Les successions es defineixen per recurrència. El valor f0 és igual a la part entera de √n, on n és un enter estrictament superior a 1 i sense factor quadrat, i θ0 l'element de A definit per la igualtat: 
El valor 1 / fk+1 és la millor aproximació de θk i θk+1 és l'element de A que verifica la igualtat: 
Aquesta definició difereix lleugerament de la tradicional fracció continua, ja que fk no s'escull necessàriament positiu. S'observa de fk+1 i el major enter més petit que 1/θk. El fet que √n sigui irracional mostra que θk és sempre irracional, les successions (fk) i (θk) no prenen mai el valor 0 i per estan així ben definides.
Siguin (ck) i (d k) les dues successions de Z tals que per a tot k ', c k i c d siguin primers entre ells i la fracció c k / d k sigui igual a la fracció reduïda d'índex k .
- Per a tot nombre enter k , si (αk) i (βk) designen les successions del mètode chakravala definides anteriorment, es verifiquen les igualtats següents:

Així, el mètode chakravala permet demostrar el caràcter periòdic i la propietat de palíndrom d'una fracció continua. Si l'algorisme recursiu imposa en la successió (βk) ser també norma sistemàticament negativa, llavors les demostracions de l'article continuen sent vàlides i les fraccions contínues associades corresponen a la definició usual, és a dir que les successions (fk) i (θk) són amb valors estrictament positius.

### Mètode de càlcul
L'enfocament per les fraccions contínues ofereix un enriquiment del mètode algorítmic precedent per a l'equació de Pell-Fermat o la determinació de la fracció continua. S'il·lustren aquests mètodes amb l'ajuda de l'exemple n = 313 i es mostra com Brouncker podia efectivament resoldre aquest desafiament en una hora o dues. Per definició α0 és igual a 1 i α1 = β0 = 18 + √313 ja que 18² és la millor aproximació de 313 en els quadrats perfectes, la norma de α1 és igual a 11. Se'n dedueix el valor de f 0 = 18.
Per al càlcul de m1, n'hi ha prou amb fixar-se que m1 + m0 és un múltiple d'11 i que m1² és la millor aproximació possible de 313, es troba m '1 = 15. Es calcula llavors la β1 igual a 15² - 313 = -88. Per al càlcul de la norma de α₂ n'hi ha prou amb fixar-se que és el quocient de la de β1 entre la de α1, es troba -8. Per al càlcul de f 1 s'utilitza la fórmula del paràgraf precedent, es troba f 1 = - 1/11 (18 + 15) = -3.
Per al càlcul dels valors ak i bk, s'utilitza la fórmula de recurrència. Es construeix així el quadre següent: 

| Indice | mk | N(βk) = mk² - 313 | N(αk) = N(βk-1)/N(αk-1) | fk = (-1)k(mk + mk-1)/N(αk) | ak = fk-1.ak-1 + ak-2 | bk = fk-1.bk-1 + bk-2 |
| 0      | 18 | 11                | 1                       | m0 = 18                     | 1                     | 0                     |
| 1      | 15 | -88               | 11                      | -3                          | 18                    | 1                     |
| 2      | 17 | -24               | -8                      | -4                          | -53                   | -3                    |
| 3      | 19 | 48                | 3                       | -12                         | 230                   | 13                    |
| 4      | 13 | -144              | 16                      | 2                           | -2 813                | -159                  |
| 5      | 14 | -117              | -9                      | 3                           | -5 396                | -305                  |
| 6      | 12 | -169              | 13                      | 2                           | -19 001               | -1 074                |
| 7      | 14 | -117              | -13                     | 2                           | -43 398               | -2 453                |

Aquest enfocament permet evitar els grans nombres, excepte per a les columnes a k i b k. S'observa que 
la norma de α₇ és la oposada de la de α₈, el que mostra que aquests dos nombres són tret d'un factor inversible la imatge per la funció φ l'un de l'altre. La successió de les normes és per tant 1, 11, -8, 3, 16, -9, 13, -13, 9, -16, -3, 8, -11, -1.
Se'n dedueix que 1/13.α₇.₈ és un element de norma -1: 
Cal encara elevar aquest nombre α13 al quadrat per obtenir la solució cercada: 
El mètode chakravala permet així resoldre a mà aquest tipus de càlcul, fins i tot si la solució s'expressa de manera una mica pesada. El mateix funcionament, sense el càlcul de les columnes a k i b k, inútil per a aquest objectiu, permet determinar la fracció continua √313. Cercar la solució tal que la successió (f k) no implica més que valors positius suposa de restringir la tria als m k inferiors o iguals a 17. Es troba: 17, 1, 2, 4, 11, 1, 1, 3, 2 que acaba aquesta branca del palíndrom. Se'n dedueix que els termes següents són: 2, 3, 1, 1, 11, 4, 2, 1. És relativament simple demostrar que el terme de després és necessàriament 34, el doble del primer terme. El que dona: 